# Diamond Dogz
Diamond Dogz är ett svenskt dansband med dragshowartisten Peter Englund som sångare och frontfigur.

## Bakgrund[1]
Dragshowartisten och sångerskan/sångaren Peter Englund kläckte idén att starta ett dansband med en dragshowartist som frontfigur och skred till verket våren 2014. Till skillnad från en klassisk dragshowakt framför Diamond Dogz både sång och musik live och bara egenskriven musik.
Peter Englund har själv skrivit samtliga texter på låtarna och musiken är komponerad av bland andra Susie Päivärinta, Nestor Geli, Erik Linder, Per Andersson, Tony Strignert och Fredrik Wide.

## Diskografi

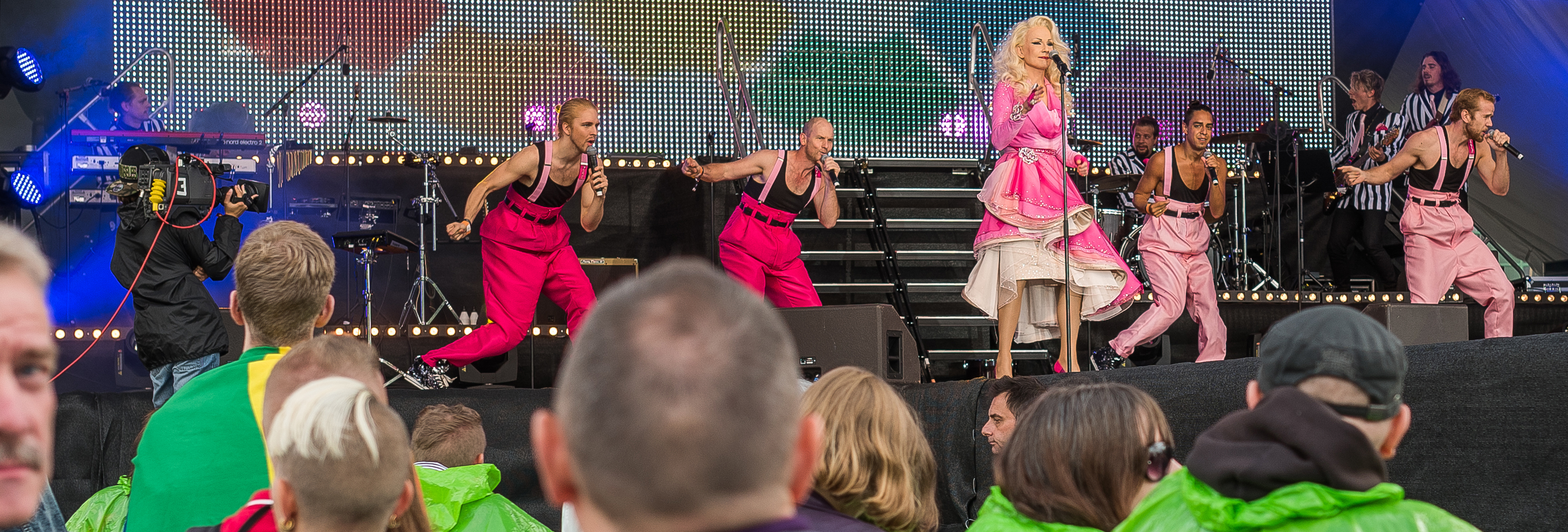
Diamond Dogz Stockholm Pride 2015

### Album
- 2014 Min utegrill och andra grillbitar
- 2015 Dansa för f*n vol. 1

### Singlar
- Sommarkärlek
- Nordens Venedig
- Svenskasommaren.com
- Min utegrill